# 第87回全国高等学校ラグビーフットボール大会
第87回全国高等学校ラグビーフットボール大会は、2007年（平成19年）12月27日から2008年（平成20年）1月7日まで近鉄花園ラグビー場にて行われた全国高校ラグビー大会である。平成19年度全国高等学校総合体育大会として開催された。

## 概要
今大会では、大会キャラクターとして鹿谷弥生（ミスマガ2007 グランプリ）が起用された。また今大会から尾道が現在に至るまで連続出場を続けている（2024年現在）。なお開会式での選手宣誓は札幌山の手主将石山拓人が務めた。

### 日程
- 12月27日、開会式（第1グラウンド）、1回戦8試合（第1～第3）
- 12月28日、1回戦11試合（第1～第3）
- 12月30日、2回戦16試合（第1～第3）
- 1月1日、3回戦8試合（第1、第3）、準々決勝・組み合わせ抽選会（第1グラウンド）
- 1月3日、準々決勝4試合、準決勝・組み合わせ抽選会
- 1月5日、準決勝2試合
- 1月7日、決勝・閉会式

※準々決勝組み合わせ抽選会以降は第1グラウンド（所謂、花園ラグビー場）で行われる

## 出場校
※シード校については、校名の後ろに(A)、(B)と記載。
北海道
- 北北海道代表 - 北見北斗（2年ぶり35回目）
- 南北海道代表 - 札幌山の手（8年連続8回目）

東北
- 青森県代表 - 青森北（3年連続10回目）
- 岩手県代表 - 盛岡工（2年連続33回目）(B)
- 宮城県代表 - 仙台育英（12年連続14回目）(B)
- 秋田県代表 - 秋田中央（42年ぶり6回目）
- 山形県代表 - 山形中央（10年連続16回目）
- 福島県代表 - 平工（2年連続11回目）

関東
- 茨城県代表 - 茗溪学園（4年連続15回目）(B)
- 栃木県代表 - 國學院栃木（8年連続13回目）
- 群馬県代表 - 東農大二（4年連続23回目）
- 埼玉県代表 - 正智深谷（2年連続12回目）
- 千葉県代表 - 流経大柏（13年連続15回目）(B)
- 東京都第一代表 - 國學院久我山（17年連続33回目）(B)
- 東京都第二代表 - 本郷（4年ぶり8回目）
- 神奈川県代表 - 桐蔭学園（3年連続7回目）(A)
- 山梨県代表 - 日川（2年連続37回目）

北信越
- 新潟県代表 - 新潟工（4年連続32回目）
- 長野県代表 - 岡谷工（9年連続23回目）
- 富山県代表 - 富山工（2年連続12回目）
- 石川県代表 - 日本航空第二（3年連続3回目）
- 福井県代表 - 若狭（2年ぶり7回目）

東海
- 静岡県代表 - 東海大翔洋（7年連続7回目）
- 愛知県代表 - 西陵（2年連続36回目）
- 岐阜県代表 - 関商工（2年連続30回目）
- 三重県代表 - 四日市農芸（2年連続14回目）

近畿
- 滋賀県代表 - 八幡工（5年連続24回目）
- 京都府代表 - 伏見工（2年ぶり17回目）(A)
- 大阪府第一代表 - 東海大仰星（3年連続9回目）(B)
- 大阪府第二代表 - 大阪朝鮮高（3年ぶり3回目）
- 大阪府第三代表 - 大阪工大高（4年連続30回目）(B)
- 兵庫県代表 - 関西学院（4年ぶり3回目）
- 奈良県代表 - 天理（4年連続60回目）(B)
- 和歌山県代表 - 和歌山工（8年ぶり16回目）

中国
- 鳥取県代表 - 倉吉東（4年連続8回目）
- 島根県代表 - 江の川（17年連続17回目）
- 岡山県代表 - 関西（2年連続5回目）
- 広島県代表 - 尾道（3年ぶり2回目）
- 山口県代表 - 萩工・萩商工※（6年連続13回目）

四国
- 徳島県代表 - 城東（2年連続10回目）
- 香川県代表 - 高松北（2年ぶり6回目）
- 愛媛県代表 - 北条（初出場）
- 高知県代表 - 土佐塾（3年連続11回目）

九州・沖縄
- 福岡県代表 - 東福岡（8年連続18回目）(A)
- 佐賀県代表 - 佐賀工（26年連続36回目）(B)
- 長崎県代表 - 長崎北陽台（2年ぶり11回目）
- 熊本県代表 - 荒尾（2年ぶり3回目）
- 大分県代表 - 大分舞鶴（22年連続46回目）(B)
- 宮崎県代表 - 高鍋（6年連続17回目）
- 鹿児島県代表 - 鹿児島玉龍（3年ぶり7回目）
- 沖縄県代表 - 名護（8年連続11回目）

※改組中につき、新旧高校の合同チームとして出場

## 試合時間
※全試合30分ハーフで行う。同点で終了した場合は1.トライ数2.ゴール数3.抽選の順にて次回出場校を決める。

## 試合

### 1回戦
12月27日
- 西陵（愛知）41-7玉龍（鹿児島）
- 長崎北陽台（長崎）43-7東海大翔洋（静岡）
- 八幡工（滋賀）33-12岡谷工（長野）
- 大阪朝高（大阪第二地区）19-14新潟工（新潟）
- 平工（福島）60-0和歌山工（和歌山）
- 東農大二（群馬）22-0名護（沖縄）
- 尾道（広島）36-0関商工（岐阜）
- 四日市農芸（三重）44-12関西（岡山）

12月28日
- 日本航空二（石川）34-8城東（徳島）
- 国学院栃木（栃木）24-10荒尾（熊本）
- 札幌山の手（南北海道）56-5倉吉東（鳥取）
- 江の川（島根）6-0日川（山梨）
- 秋田中央（秋田）29-10萩工・萩商工（山口）
- 北見北斗（北北海道）42-0土佐塾（高知）
- 高鍋（宮崎）43-7富山工（富山）
- 青森北（青森）69-3高松北（香川）
- 若狭（福井）14-10山形中央（山形）
- 本郷（東京第二地区）44-14北条（愛媛）
- 正智深谷（埼玉）29-7関西学院（兵庫）

### 2回戦
※太字はシード校
- 天理（奈良）56-0札幌山の手
- 伏見工（京都）27-7正智深谷
- 流経大柏（千葉）56-0江の川
- 長崎北陽台38-5仙台育英（宮城）
- 青森北26-10秋田中央
- 日本航空二26-7若狭
- 尾道14-12東海大仰星（大阪第一地区）
- 佐賀工（佐賀）35-8国学院栃木
- 桐蔭学園（神奈川）90-0北見北斗
- 盛岡工（岩手）26-7平工
- 茗渓学園（茨城）26-0本郷
- 国学院久我山（東京第一地区）10-5四日市農芸
- 大阪朝鮮高27-7八幡工
- 大阪工大高（大阪第三地区）60-0高鍋
- 大分舞鶴（大分）53-0東農大二
- 東福岡（福岡）65-0西陵

※前年度優勝校の東海大仰星が敗れた、前年度優勝校が初戦敗退したのは99年度大会の啓光学園（12-13長崎南山）以来15校目

### 3回戦
- 東福岡80-7大阪朝鮮高
- 桐蔭学園31-5日本航空二
- 尾道20-14盛岡工
- 流経大柏30-17大阪工大高
- 長崎北陽台15-5大分舞鶴
- 佐賀工10-10茗渓学園 ※抽選
- 天理25-0国学院久我山
- 伏見工26-15青森北

### 準々決勝
- 桐蔭学園19-15流経大柏
- 長崎北陽台14-10天理
- 東福岡24-17佐賀工
- 伏見工26-15尾道

### 準決勝
- 東福岡29-10桐蔭学園
- 伏見工17-8長崎北陽台

### 決勝
| 2008年01月07日 14:05 | 東福岡                                    | 12-7 (12-0)                                    | 伏見工業                                  | 第1グラウンド 観客数: 7,500人 レフリー: 岩下眞一 |
| 2008年01月07日 14:05 | トライ: 2 コンバート: 1 PK: 0 ドロップ: 0 | 詳細 日本ラグビーフットボール協会 2008年1月7日 | トライ: 1 コンバート: 1 PK: 0 ドロップ: 0 | 第1グラウンド 観客数: 7,500人 レフリー: 岩下眞一 |

| 伏見工業  |    |          |          |
| FW        | 01 | 笠原鉄朗 | 後半14分 |
| FW        | 02 | 竹田翔   |          |
| FW        | 03 | 辻井健太 |          |
| FW        | 04 | 船橋謙太 | 後半14分 |
| FW        | 05 | 宮田脩平 |          |
| FW        | 06 | 大野辰徳 | 後半18分 |
| FW        | 07 | 宮城慎也 | 後半23'  |
| FW        | 08 | 小山田岳 |          |
| HB        | 09 | 橋野哲平 |          |
| HB        | 10 | 鈴鹿佳太 |          |
| TB        | 11 | 木上卓馬 | 後半0分  |
| TB        | 12 | 南橋直哉 |          |
| TB        | 13 | 能坂尚生 |          |
| TB        | 14 | 羽柴拓哉 |          |
| FB        | 15 | 井口剛志 | 後半5'   |
| リザーブ: |    |          |          |
|           | 16 | 寺村優佑 |          |
|           | 17 | 押海雄磨 |          |
|           | 18 | 鳥谷真澄 | 後半14分 |
|           | 19 | 武田圭史 | 後半14分 |
|           | 20 | 塩先真樹 | 後半18分 |
|           | 21 | 和田晋也 |          |
|           | 22 | 森脇悠輔 |          |
|           | 23 | 鈴鹿翔太 | 後半0分  |
|           | 24 | 南藤辰馬 |          |
|           | 25 | 井口勇人 |          |
|           |    |          |          |
| 監督      |    |          |          |
| 高崎利明  |    |          |          |

※赤字は、優勝校もしくは得点が高いことを示す。また、脚注の( )内の分数はキックの成功率、[ ]内の自然数は当該選手の背番号を示す。
| 全国高等学校ラグビーフットボール大会 第87回大会 優勝 |
| ---------------------------------------------------- |
| 東福岡 初優勝                                        |

※東福岡は初優勝。福岡代表としては第47回大会の福岡電波（現福岡工大城東）以来、40大会ぶり。関西勢による本大会の連続優勝記録は10年連続で止まった。

## 関連試合

### 第31回高校東西対抗試合
大会で特に活躍した選手を選抜した上で東西に分かれて行う、いわば高校ラグビー版オールスターゲームである。
東軍監督下村大介、西軍監督梅本勝、2008年1月12日 国立競技場 試合結果西軍 12-12 東軍
主な出場選手
- 井口剛志（西軍、伏見工） - 三菱重工相模原ダイナボアーズ所属
- 後藤駿弥（東軍、四日市農芸） - 7人制日本代表、元宗像サニックスブルース所属
- 小野慎介（東軍、流経大柏）- NTTコミュニケーションズシャイニングアークス所属
- 茅島雅俊（西軍、東福岡） - コカ・コーラレッドスパークス所属
- 郷雄貴（西軍、大分舞鶴） - 日野自動車レッドドルフィンズ所属
- 小樋山樹（西軍、関西学院） - NTTドコモレッドハリケーンズ所属
- 佐々木和樹（東軍、盛岡工） - 釜石シーウェイブスRFC所属
- 鹿田翔平（西軍、尾道） - 神戸製鋼コベルコスティーラーズ所属
- 鈴木亮大郎（東軍、仙台育英） - 元サントリーサンゴリアス所属
- 立川理道（西軍、天理） - 日本代表、元ブランビーズ、クボタスピアーズ所属
- 田中圭一（西軍、佐賀工） - 東芝ブレイブルーパス所属
- 辻井健太（西軍、伏見工） - リコーブラックラムズ所属
- 仲宗根健太（東軍、桐蔭学園） - 7人制日本代表、元サントリーサンゴリアス所属
- 滑川剛人（東軍、桐蔭学園） - トヨタ自動車ヴェルブリッツ所属
- 楢山直幸（東軍、盛岡工） - NTTコミュニケーションズシャイニングアークス所属
- 南橋直哉（西軍、伏見工） - 宗像サニックスブルース所属
- 南善晴（西軍、大分舞鶴） - 元豊田自動織機シャトルズ
- 村上大記（西軍、長崎北陽台） - 元宗像サニックスブルース
- 安井龍太（西軍、東海大仰星） - 日本代表、7人制日本代表、元神戸製鋼コベルコスティーラーズ所属
- 山下昂大（西軍、東福岡） - 元コカ・コーラレッドスパークス所属
- 山路健太（東軍、四日市農芸） - Honda Heat所属
- ロトアヘアポヒヴァ大和（東軍、正智深谷） - 7人制日本代表、リコーブラックラムズ所属
- 渡邊友哉（東軍、西陵） - 豊田自動織機シャトルズ所属